# Serge Lang
Pour les articles homonymes, voir Lang.
Serge Lang, né le 19 mai 1927 à Saint-Germain-en-Laye et mort le 12 septembre 2005 à Berkeley, est un mathématicien franco-américain. Il est connu pour ses travaux en théorie des nombres et pour ses manuels scolaires, dont l'influent Algebra. Il fut membre de la National Academy of Sciences et du groupe Bourbaki.

## Biographie
Son père Étienne Lang est un homme d'affaires et sa mère Hélène Schlepianoff une pianiste concertiste. Son grand-père paternel, Edmond Lang, industriel-filateur, chef de la Société textile Les Fils d'Emanuel Lang, épousa Elisabeth Lazard, fille de Simon Lazard, associé-fondateur de la Banque Lazard. Il est le cousin du pianiste François Lang. 
Serge Lang est élevé par son père après le divorce de ses parents, et il grandit à Paris jusqu'au début de la Seconde Guerre mondiale. Il fuit alors avec son père et sa sœur vers les États-Unis, où ils s'installent à Los Angeles. C'est là que Serge achève ses études secondaires et entre ensuite en 1946 au California Institute of Technology. Il soutient une thèse en 1951 sous la direction d'Emil Artin à l'université de Princeton. 
Il est nommé professeur à l'université Columbia en 1955, poste dont il démissionne en 1971 pour protester contre l’attitude de l’université envers les étudiants opposés à la guerre du Viêt Nam. En 1972, Serge Lang obtient un poste à l'université Yale dont il devient professeur émérite.

## Engagements publics
En plus de ses activités de mathématicien, Serge Lang a dépensé beaucoup d'énergie dans des activités militantes et politiques. Opposé à la guerre du Viêt Nam, il participa à la campagne anti-guerre de Robert Scheer (en) en 1966 (expérience dont il tira un livre).
En 1986, il s'opposa avec succès à la nomination du professeur de sciences politiques Samuel Huntington à la National Academy of Sciences, considérant que les travaux de ce dernier ne relevaient que d'« opinions politiques maquillées en science ».
Son engagement le plus controversé a consisté à s'opposer à la théorie dominante de l'origine virale du sida.

## Distinctions
- Prix Frank Nelson Cole dans la catégorie Algèbre en 1960.
- Prix Petit d'Ormoy, Carrière, Thébault en France en 1967.
- Prix Humboldt pour la recherche et l'enseignement en 1984.
- Prix Leroy P. Steele dans la catégorie « vulgarisation mathématique » en 1999.
- Prix Dylan Hixon '88 pour son enseignement dans les Sciences en 2004.

## Publications
- Introduction to Algebraic Geometry (1958)
- Abelian Varieties (1959)
- Diophantine Geometry (1962)
- Introduction To Differentiable Manifolds (1962)
- A First Course in Calculus (1964)
- Algebraic Numbers (1964)
- A Second Course in Calculus (1965)
- Algebra (1965)
- Algebraic Structures (1966)
- Introduction to Diophantine Approximations (1966)
- Introduction to Transcendental Numbers (1966)
- Linear Algebra (1966)
- Rapport sur la Cohomologie des Groupes (1966)
- A Complete Course in Calculus (1968)
- Analysis I (1968)
- Analysis II (1969)
- Real Analysis (1969)
- Algebraic Number Theory (1970)
- Introduction To Linear Algebra (1970)
- Basic Mathematics (1971)
- Differential Manifolds (1972)
- Introduction to Algebraic and Abelian Functions (1972)
- Calculus of Several Variables (1973)
- Elliptic Functions (1973)
- SL2(R) (1975)
- Complex Analysis (1977)
- Cyclotomic Fields (1978)
- Elliptic Curves: Diophantine Analysis (1978)
- Modular Units (1981) avec Dan Kubert
- Undergraduate Analysis (1983)
- Complex Multiplication (1983)
- Fundamentals Of Diophantine Geometry (1983)
- Serge Lang, des jeunes et des maths (1984)
- The Beauty of Doing Mathematics: Three Public Dialogues (1985) (publié d'abord en français sous le titre Serge Lang fait des maths en public (1984))
- Riemann-Roch Algebra (1985) avec William Fulton
- Introduction to Modular Forms (1987)
- Introduction To Complex Hyperbolic Spaces (1987)
- Geometry (1988)
- Introduction to Arakelov Theory (1988)
- Cyclotomic Fields II (1989)
- Undergraduate Algebra (1990)
- Real and Functional Analysis (1993)
- Basic Analysis of Regularized Series and Products (1993) avec Jay Jorgenson
- Differential and Riemannian Manifolds (1995)
- Challenges (1997)
- Survey On Diophantine Geometry (1997)
- Fundamentals of Differential Geometry (1999)
- Math Talks for Undergraduates (1999)
- Problems and Solutions for Complex Analysis (1999) avec Rami Shakarchi
- Collected Papers I: 1952-1970 (2000)
- Collected Papers II: 1971-1977 (2000)
- Collected Papers III: 1978-1990 (2000)
- Collected Papers IV: 1990-1996 (2000)
- Spherical Inversion on SLn (2001) with Jay Jorgenson
- Posn(R) and Eisenstein Series (2005) with Jay Jorgenson